# Fenusa ulmi
Fenusa ulmi är en stekelart som beskrevs av Carl Jakob Sundevall. Fenusa ulmi ingår i släktet Fenusa och familjen bladsteklar. Enligt den finländska rödlistan är arten sårbar i Finland. Arten är reproducerande i Sverige. Artens livsmiljö är moskogar. Inga underarter finns listade i Catalogue of Life.